# Christian Chrigel Hunziker
Christian Chrigel Hunziker (* 15. Februar 1955 in Winterthur; † 21. Dezember 2023 ebenda) war ein Schweizer Unternehmer und Autor. Als CEO der Hunziker Partner AG entwickelte er das Unternehmen in Richtung Nachhaltigkeit und Innovation, wofür er für das Unternehmen etliche Preise gewann. Von 2011 bis 2019 wirkte er als Präsident von öbu, dem Verband für nachhaltiges Wirtschaften. 2012 wurde er einer von vier Köpfen einer Imagekampagne seiner Heimatstadt Winterthur.

## Leben
Chrigel Hunziker wuchs in Winterthur auf. Seine Lehre absolvierte er als Sanitärzeichner und Sanitärmonteur im väterlichen Betrieb Eugen Hunziker in Winterthur. Nach Abschluss der Lehre wurde er früh in Führungsaufgaben in der Firma eingebunden und widmete sich der Entwicklung dieser Firma. 1982 übernahm er mit seinem Bruder Alexander Hunziker die Leitung der Sanitärfirma und wandelte das Unternehmen in eine Kollektivgesellschaft um. Seine besondere Aufmerksamkeit in der Firma lag auf der Ausbildung und dem Qualitätsmanagement, und er legte Wert auf Nachhaltigkeit und Innovation. Er entwickelte ein internes Ausbildungsmodell, das für alle Mitarbeitenden eine jährliche Schulung von 50 bis 70 Stunden pro Jahr vorsieht. Ausserdem führte er im Unternehmen Nachhaltigkeitsberichte ein, und ab 1996 hat das Unternehmen begonnen, ähnlich wie die Migros ein Prozent des Umsatzes in Kulturförderung zu stecken, und trat als Hauptsponsorin der Winterthurer Musikfestwochen auf.
Zusammen mit den Verwaltungsräten Monika Zemp, Ilyas Oeznalci und Alexander Hunziker wandelte Chrigel Hunziker 2004 die Unternehmung in die Aktiengesellschaft Hunziker Partner AG um. Ab 2004 war er deren Verwaltungsratspräsident und von 2004 bis 2020 CEO. Seit 1994 erhielt die Firma mehr als 20 nationale und internationale Auszeichnungen im Bereich Nachhaltigkeit und Qualitätsmanagement.
Von 1982 bis 2002 war Chrigel Hunziker Co-Geschäftsführer und Wochenend-Koch im Restaurant Obstgarten in Langenhard. Von 2003 bis 2008 gehörte er dem Nachhaltigkeitsbeirat bei der Zürcher Kantonalbank an. In den Jahren 2000 bis 2019 war er Vorstandsmitglied von öbu – Der Verband für nachhaltiges Wirtschaften, von 2011 bis 2019 als Präsident. Ab 2011 war er Jury-Mitglied bei ESPRIX (Schweiz), ab 2020 Präsident der Jury. Ab 2018 gehörte er dem Beirat der SQS (Schweiz) an.
Von 1989 bis 2010 war Chrigel Hunziker Verwaltungsrat des Rock Club Albani in Winterthur. Ab 2002 war er Teil der Geschäftsprüfungskommission des Casinotheater Winterthur. 2012/2013 war Hunziker neben Viktor Giacobbo, Richard R. Ernst und Bruno Gehrig Teil einer Imagekampagne der Stadt Winterthur. Während dreieinhalb Jahren litt Hunziker an Leberkrebs, bis er 2019 im vierten Anlauf eine neue Leber transplantiert bekam.
Neben verschiedenen Kolumnen und Beiträgen in Winterthurer und Fachpublikationen erschien 2020 sein Buch «Offizielle Anekdoten». Dieses enthält eine Auswahl von 150 Texten, die Hunziker 2013 jeden Tag über Themen geschrieben hat, die ihn gerade beschäftigten.
Chrigel Hunziker wohnte in der Altstadt von Winterthur.

## Werke
- Die Unternehmung im sozialen und ökologischen Umfeld. 1991 (hunzikerwin.ch [PDF; 4,5 MB; abgerufen am 27. Februar 2022] Diplomarbeit Chrigel Hunziker im Rahmen des 1. FAUN 1990/1991 des SSIV (Schweiz. Spenglermeister und Installateur Verband)).
- Offizielle Anekdoten. Versus Verlag, Zürich 2020, ISBN 978-3-909066-19-3 (mit einem Vorwort von Hans Ruh).

Ausserdem war Hunziker hauptsächlich verantwortlich für die bis 2020 Nachhaltigkeitsberichte der Hunziker Partner AG:
- Nachhaltigkeitsbericht Nr. 1. 2002 (hunzikerwin.ch [PDF; 135 kB; abgerufen am 27. Februar 2022]).
- Nachhaltigkeitsbericht Nr. 2. 2005 (hunzikerwin.ch [PDF; 2,4 MB; abgerufen am 27. Februar 2022]).
- Nachhaltigkeitsbericht Nr. 3. 2010 (hunzikerwin.ch [PDF; 2,8 MB; abgerufen am 27. Februar 2022]).
- Nachhaltigkeitsbericht Nr. 4. 2014 (hunzikerwin.ch [PDF; 6,9 MB; abgerufen am 27. Februar 2022]).
- Nachhaltigkeitsbericht Nr. 4.1. 2018 (hunzikerwin.ch [PDF; 810 kB; abgerufen am 27. Februar 2022]).
- Nachhaltigkeitsbericht Nr. 5. 2020 (hunzikerwin.ch [PDF; 28,9 MB; abgerufen am 27. Februar 2022]).

## Auszeichnungen

### Als Person
- 2010: Eularius Lapidarius als «Chrigel der Vierte»[16]

### Für das Unternehmen
- 2000: Esprix Award Preisträger[17]
- 2001: Exprix Award Gewinner[17]
- 2003/2004: Preisgewinner in der Kategorie People beim Europäischen Qualitätspreis.[18]
- 2005: Auszeichnung als familienfreundlichstes Unternehmen der Schweiz durch Pro Patria und der Arbeitgeberorganisation Schweiz[19]
- 2006: Nomination für den Swiss Award for Business Ethics[20]
- 2009: Auszeichnung Exzellente Wissensorganisation durch das Bundesministerium für Wirtschaft und Technologie der Bundesrepublik Deutschland[21][19]
- 2012: ZKB Nachhaltigkeitspreis für KMU für den Einsatz von umweltverträglichen Mittel und Methoden in der ganzen Unternehmung. Der Preis war mit 70'000 CHF dotiert.[22]
- 2014/2015/2020: Swiss Arbeitgeber Award in der Kategorie 50-99 Mitarbeitende: 2014 2. Rang; 2015 1. Rang; 2020 3. Rang[23]
- 2016: Finalist ECON Award im Bereich Corporate Social Responsibility[24]
- 2019: Gewinner European Installation Award[25]

## Filme
- Peter Frei: Chrigel – der Wassermann, Schweiz 2015[26]